# Кристина фон Валдек-Вилдунген
Кристина фон Валдек-Вилдунген (на немски: Christine von Waldeck-Wildungen; Christiane von Waldeck; * 28 декември 1614; † 7 май 1679, Хомбург) е графиня от Валдек-Вилдунген и чрез женитба графиня и господарка на Сайн-Витгенщайн-Хомбург.

## Произход
Тя е дъщеря на граф Кристиан фон Валдек-Вилдунген (1585 – 1637) и съпругата му графиня Елизабет фон Насау-Зиген (1584 – 1661), дъщеря на граф Йохан VII фон Насау-Зиген (1561 – 1623) и Магдалена фон Валдек-Вилдунген (1558 – 1599).
Кристина фон Валдек-Вилдунген умира на 7 май 1679 г. на 64 години в Хомбург.

## Фамилия
Кристина фон Валдек-Вилдунген се омъжва на 11 септември 1642 г. във Валдек за граф Ернст фон Сайн-Витгенщайн-Хомбург (* 8 април 1599; † 10 март 1649), син на граф Георг II фон Сайн-Витгенщайн-Берлебург (1565 – 1631) и първата му съпруга графиня Елизабет фон Насау-Вайлбург (1572 – 1607). Тя е втората му съпруга. Те имат децата:
- Филип Ернст (* 13 март 1645; † 21 април 1673, убит в дуел в Льовен)
- Йосиас (* 1646; † 1647)
- Кристиан (1647 – 1704), женен ок. 1673 г. за графиня Кристиана Магдалена фон Лайнинген-Дагсбург-Харденбург (1650 – 1683)
- Карл Ото (* ок. 1649; † 10 декември 1709)
- Кристиана/Кристина Елизабет (* 27 август 1643; † между 19/29 април 1678), омъжена на 26 май 1663 г. за граф Фридрих фон Насау-Вайлбург (1640 – 1675)